# Liste der Monuments historiques in Liebenswiller
Die Liste der Monuments historiques in Liebenswiller führt die Monuments historiques in der französischen Gemeinde Liebenswiller auf.

## Liste der Objekte
| Bezeichnung                 | Beschreibung | Standort                     | Kennzeichnung | Schutzstatus | Datum | Bild |
| --------------------------- | --- | ---------------------------- | ------------- | ------------ | ----- | ---- |
| Gemälde Maria Immaculata    | Ölfarbe auf Leinwand, 1896 von Georg Kaiser                                                                                  | in der Kirche St-Marc (Lage) | PM68001111    | Inscrit      | 1989  |      |
| Hauptaltar                  | Altartisch, Retabel und Gemälde; Holz, farbig gefasst und vergoldet, 1864, sowie Ölfarbe auf Leinwand, 1896 von Georg Kaiser | in der Kirche St-Marc (Lage) | PM68001110    | Inscrit      | 1989  |      |
| Kanzel                      | Holz, vergoldet, 1825 | in der Kirche St-Marc (Lage) | PM68001109    | Inscrit      | 1989  |      |
| Gemälde Heiliger Wendelinus | Ölfarbe auf Leinwand, 1896 von Georg Kaiser                                                                                  | in der Kirche St-Marc (Lage) | PM68001112    | Inscrit      | 1989  |      |